# Ga Euljiro 4(sa)-ga
Ga Euljiro 4(sa)-ga (Thẻ BC) (Tiếng Hàn: 을지로4가역 (BC카드), Hanja: 乙支路4街驛) là ga trên Tàu điện ngầm Seoul tuyến 2 và Tàu điện ngầm vùng thủ đô Seoul tuyến 5 ở Euljiro 4-ga và Jugyo-dong, Jung-gu, Seoul.

## Lịch sử
- 30 tháng 6 năm 1983: Tên ga được quyết định là Ga Euljiro 4(sa)-ga[4]
- 16 tháng 9 năm 1983: Bắt đầu hoạt động với việc khai trương Tàu điện ngầm Seoul tuyến 2 đoạn Euljiro 1(il)-ga ~ Seongsu
- 30 tháng 12 năm 1996: Trở thành ga trung chuyển với việc khai trương Tàu điện ngầm Seoul tuyến 5
- Tháng 3 năm 2022: Dự kiến thay biển tên ga bằng thẻ BC có thu phí

## Bố cục ga

### Tuyến số 2 (B2F)
| Euljiro 3(sam)-ga ↑                      |
| \| Vòng ngoài                            |
| ↓ Công viên Lịch sử & Văn hóa Dongdaemun |

| Vòng ngoài | ● Tuyến 2 | ← Hướng đi Euljiro 3(sam)-ga · Tòa thị chính · Đại học Hongik · Sindorim |
| Vòng trong | ● Tuyến 2 | → Hướng đi Sindang · Seongsu · Jamsil · Gangnam →                        |

| Tuyến và hướng                                  | Chuyển tuyến nhanh |
| ----------------------------------------------- | ------------------ |
| Tuyến 2 (Vòng trong: Hướng Wangsimni) → Tuyến 5 | 4-3                |
| Tuyến 2 (Vòng ngoài: Hướng Sinchon) → Tuyến 5   | 7-2                |

### Tuyến số 5 (B5F)
| Jongno 3(sam)-ga ↑                       |
| E/B W/B \|                               |
| ↓ Công viên Lịch sử & Văn hóa Dongdaemun |

| Hướng Tây  | ●Tuyến 5 | ← Hướng đi Gwanghwamun · Yeouido · Kkachisan · Banghwa |
| Hướng Đông | ●Tuyến 5 | → Hướng đi Hanam Geomdansan · Macheon →                |

| Tuyến và hướng                                                                     | Chuyển tuyến nhanh |
| ---------------------------------------------------------------------------------- | ------------------ |
| Tuyến 5 (Hướng Hannam Geomdansan, Macheon) → Tuyến 2 (Vòng trong: Hướng Wangsimni) | 1-1                |
| Tuyến 5 (Hướng Hannam Geomdansan, Macheon) → Tuyến 2 (Vòng ngoài: Hướng Sinchon)   | 1-4                |
| Tuyến 5 (Hướng Banghwa) → Tuyến 2 (Vòng trong)                                     | 8-4                |
| Tuyến 5 (Hướng Banghwa) → Tuyến 2 (Vòng ngoài)                                     | 8-1                |

## Xung quanh nhà ga
| Lối ra \| 나가는 곳 \| Exit \| 出口 | Lối ra \| 나가는 곳 \| Exit \| 出口                                                                                              |
| ----------------------------------- | --- |
| 1                                   | Trung tâm mua sắm Daelim Euljiro 3(sam)-ga                                                                                       |
| 2                                   | Sallim-dong |
| 3                                   | Cheonggyecheon Baeogaedari Jongno Sewoon Arcade (Thị trấn điện tử Jongno) cửa hàng máy công cụ Chợ đồng hồ, trang sức và máy ảnh |
| 4                                   | Chợ Gwangjang Chợ Bangsan Cheonggyecheon Baeogaedari                                                                             |
| 5                                   | Jugyo-dong Misingsang-ga Cheonggyecheon 4(sa)-ga                                                                                 |
| 6                                   | Euljiro 5(o)-ga Trung tâm Y tế Quốc gia Công viên Hullyeonwon                                                                    |
| 7                                   | Chợ Jungbu Mogjaesang-ga |
| 8                                   | Ojang-dong Gagusang-ga |
| 9                                   | Inhyeon-dong 2(i)-ga Văn phòng Jung-gu Trường Trung học cơ sở Deoksu                                                             |
| 10                                  | BC Card Khách sạn Best Western Kukdo Sampungsang-ga Bưu điện Euljiro 4(sa)-ga                                                    |

## Thay đổi hành khách
| Năm                                        | Số lượng hành khách (người) | Số lượng hành khách (người) | Tổng cộng | Ghi chú |   |   |  |
| ------------------------------------------ | --------------------------- | --------------------------- | --------- | ------- | - | - |  |
| Năm                                        | 1994                        | 51,137                      | Tổng cộng | Ghi chú | — | — |  |
| 1995                                       | 44,909                      |                             |           |         | — | — |  |
| 1996                                       | 44,929                      |                             |           |         | — | — |  |
| 1997                                       | 33,627                      |                             |           |         | — | — |  |
| 1998                                       | 31,662                      |                             |           |         | — | — |  |
| 1999                                       | —                           |                             |           |         | — | — |  |
| 2000                                       | 31,394                      | 11,962                      | 43,356    |         |   |   |  |
| 2001                                       | 31,826                      | 12,273                      | 44,099    |         |   |   |  |
| 2002                                       | 31,157                      | 11,233                      | 42,390    |         |   |   |  |
| 2003                                       | 29,229                      | 11,223                      | 40,452    |         |   |   |  |
| 2004                                       | 29,429                      | 11,134                      | 40,563    |         |   |   |  |
| 2005                                       | 29,272                      | 11,195                      | 40,467    |         |   |   |  |
| 2006                                       | 28,964                      | 10,600                      | 39,564    |         |   |   |  |
| 2007                                       | 27,867                      | 9,954                       | 37,821    |         |   |   |  |
| 2008                                       | 26,889                      | 9,639                       | 36,528    |         |   |   |  |
| 2009                                       | 26,958                      | 9,406                       | 36,364    |         |   |   |  |
| 2010                                       | 26,052                      | 9,589                       | 35,641    |         |   |   |  |
| 2011                                       | 25,611                      | 9,610                       | 35,221    |         |   |   |  |
| 2012                                       | 24,728                      | 9,594                       | 34,322    |         |   |   |  |
| 2013                                       | 25,116                      | 9,896                       | 35,012    |         |   |   |  |
| 2014                                       | 26,161                      | 10,372                      | 36,533    |         |   |   |  |
| 2015                                       | 26,143                      | 10,435                      | 36,578    |         |   |   |  |
| 2016                                       | 25,592                      | 10,674                      | 36,266    |         |   |   |  |
| 2017                                       | 24,623                      | 10,475                      | 35,098    |         |   |   |  |
| 2018                                       | 24,661                      | 10,610                      | 35,271    |         |   |   |  |
| 2019                                       | 25,090                      | 10,838                      | 35,928    |         |   |   |  |
| 2020                                       | 20,146                      | 9,281                       | 29,427    |         |   |   |  |
| 2021                                       | 20,020                      | 9,497                       | 29,517    |         |   |   |  |
| 2022                                       | 22,573                      | 10,618                      | 33,191    |         |   |   |  |
| Nguồn                                      |                             |                             |           |         |   |   |  |
| : Phòng dữ liệu Tổng công ty Vận tải Seoul |                             |                             |           |         |   |   |  |